# Виноградний (Краснодарський край)
Виноградний — селище (сільського типу) в Краснодарському краї, у складі муніципального утворення місто-курорт Анапа. Центр сільського округу Виноградний.
Населення — 3,2 тис. мешканців (2002).

## Географія
Розташоване на східному березі Витязевського лиману при впадінні в нього річки Гостагайка, за 15 км на північ від центру Анапи. Автотраса М25, залізнична станція Гостагаєвська розташована 2 км південніше Виноградного біля хутора Нижня Гостагайка. Аеропорт Витязево — за 4 км південніше.